# Orés
O Orés (em francês: Aurès; em berbere: Awras; em latim: Aurasium; em árabe: جبال الأوراس) é uma região sociolinguística no leste da Argélia, e o nome de uma extensão do maciço do Atlas no leste da Argélia e noroeste da Tunísia. Não atinge tanta altitude como o Atlas marroquino, mas é mais imponente que o Tell costeiro. O cume mais elevado é o Djebel Chélia, com 2 328 m de altitude.
Historicamente, o Orés serviu de refúgio às tribos berberes, formando uma base de resistência contra o antigo Império Romano, os Vândalos, os bizantinos, os árabes e os franceses. A região é uma das áreas menos desenvolvidas do Magrebe. As tribos Shawia praticam a transumância e a agricultura em socalcos nas montanhas onde cresce o sorgo e alguns vegetais, mas têm que trasladar o gado para áreas mais temperadas onde vivem em tendas e abrigos para passar o inverno com o gado.